# Ewald Lienen
Ewald Lienen (Schloß Holte-Stukenbrock, 28 de novembro de 1953) é um ex-futebolista e treinador de futebol alemão que atuava como ponta-esquerda Atualmente, encontra-se desempregado.

## Carreira como jogador
Revelado pelo VfB Schloß Holte, Lienen (apelidado de Lenin por suas posições políticas de esquerda) destacou-se com as camisas de Arminia Bielefeld e Borussia Mönchengladbach entre 1973 e 1987, tendo conquistado uma Copa da UEFA (atual Liga Europa) em 1978–79, que foi também seu único título na carreira como jogador. Entre 1987 e 1992, defendeu o Duisburg, onde se aposentou aos 38 anos - desde 1989, acumulou também a função de técnico do time B, onde ficou até 1993.

### Lance violento com Norbert Siegmann
Durante sua segunda passagem pelo Arminia Bielefeld, protagonizou um lance em que foi atingido por Norbert Siegmann, que defendia o Werder Bremen. Após se assustar ao ver um corte de 25 centímetros em sua coxa (os músculos e o fêmur ficaram à mostra, sendo considerada uma das lesões mais graves da história do futebol), Lienen foi em direção a Otto Rehhagel, então treinador do Werder, acusando-o pela violência do lance, porém Siegmann foi punido apenas com cartão amarelo. No hospital, o ponta moveu uma ação contra o zagueiro e Rehhagel, mas aos tribunais não deram razão a Lienen, sob a alegação de que "os esportistas deveriam reconhecer a possibilidade de lesão grave". O incidente fez com que Siegmann fosse ameaçado por torcedores do Arminia e precisou de proteção policial, enquanto Rehhagel usou um colete à prova de balas na partida realizada em Bielefeld. Lienen recebeu 23 pontos na coxa e ficou 3 semanas fora dos gramados, 3 décadas depois, o ex-ponta reconheceu que Siegmann não tinha a intenção de lesioná-lo.

## Carreira como treinador
Além de ter comandado os times B e principal do Duisburg, Lienen foi auxiliar-técnico do Tenerife (onde viria a ser técnico entre 2002 e 2003) e treinou ainda Hansa Rostock, Köln, Borussia Mönchengladbach, Hannover 96, Panionios, Munique 1860, Olympiacos, Arminia Bielefeld, AEK, Oțelul Galați e St. Pauli, sendo também diretor-técnico da equipe de Hamburgo entre 2017 e 2020, quando trabalhou como diretor-técnico.

## Títulos
Borussia Mönchengladbach
- Copa da UEFA: 1978–79

## Individuais

### Como treinador
- Treinador do ano do Campeonato Grego: 2006–07